# Provincia de Hernando Siles
La provincia de Hernando Siles es una provincia del departamento de Chuquisaca en el sur de Bolivia. Se encuentra ubicada en el centro del departamento limitando al sur con el departamento de Tarija, tiene una superficie de 5.473 km² y una población de 32.652 habitantes (según el Censo INE 2012), y una densidad de 5,97 hab/km².
La provincia tiene como capital a la ciudad de Monteagudo, ubicada en la parte norte de la provincia.

## Historia
La provincia de Azero fue renombrada mediante el decreto supremo del 27 de diciembre de 1951 a provincia de Hernando Siles, durante la presidencia de facto de Hugo Ballivián. Este nombre se dio en homenaje al presidente Hernando Siles.

### Proyecto de departamentización del Chaco
En los últimos años (fines del siglo XX y principios del XXI), varias organizaciones y municipios aborígenes de la provincia de Cordillera, han planteado la creación de un nuevo décimo departamento boliviano denominado "Chaco" o "Gran Chaco", conformado por las provincias de Cordillera (en el departamento Santa Cruz), Luis Calvo y Hernado Siles (en el departamento de Chuquisaca), O'Connor y Gran Chaco (en el departamento de Tarija).

## Geografía
La provincia al centro-sur del departamento de Chuquisaca, al sureste del país. Limita al norte con la provincia de Tomina, al oeste con las provincias de Azurduy, Nor Cinti y Sud Cinti, al sur con el departamento de Tarija, y al este con la provincia de Luis Calvo.

## Demografía
De acuerdo con el censo boliviano de 2024, la población de la provincia de Hernando Siles es de 31 688 habitantes.
La población de la provincia ha disminuido un 10 % en las últimas tres décadas:
| Año  | Habitantes | Fuente |
| ---- | ---------- | ------ |
| 1992 | 35 255     | Censo  |
| 2001 | 36 511     | Censo  |
| 2012 | 32 398     | Censo  |
| 2024 | 31 688     | Censo  |

## División administrativa
La provincia está dividida administrativamente en dos municipios, los cuales son:
- Monteagudo
- Huacareta